# Queen's Club Championships 2019 - Đôi xe lăn
Stéphane Houdet và Nicolas Peifer là đương kim vô địch, nhưng không chọn tham dự giải đấu.
Joachim Gérard và Stefan Olsson là nhà vô địch, đánh bại Alfie Hewett và Gordon Reid trong trận chung kết, 6–1, 6–0.

## Hạt giống
1. Joachim Gérard /  Stefan Olsson (Vô địch)
2. Alfie Hewett /  Gordon Reid (Chung kết)

## Kết quả

### Từ viết tắt
| - Q = Vòng loại - WC = Đặc cách - LL = Thua cuộc may mắn - Alt = Thay thế - SE = Miễn đặc biệt | - PR = Bảo toàn thứ hạng - w/o = Thắng nhờ đối thủ rút lui trước trận đấu - r = Bỏ cuộc giữa trận đấu - d = Bị xử thua - SR = Xếp hạng đặc biệt |

### Chung kết
|  | Bán kết | Bán kết                         | Bán kết | Bán kết                  | Bán kết |                              |   | Chung kết | Chung kết | Chung kết | Chung kết | Chung kết |  |
|  |         |                                 |         |                          |         |                              |   |           |           |           |           |           |  |
|  | 1       | Joachim Gérard Stefan Olsson    | 6       | 6                        |         |                              |   |           |           |           |           |           |  |
|  | 1       | Joachim Gérard Stefan Olsson    | 6       | 6                        |         |                              |   |           |           |           |           |           |  |
|  |         | Dermot Bailey Geoffrey Jasiak   | 1       | 0                        |         |                              |   |           |           |           |           |           |  |
|  |         | Dermot Bailey Geoffrey Jasiak   | 1       | 0                        | 1       | Joachim Gérard Stefan Olsson | 6 | 6         |           |           |           |           |  |
|  |         |                                 |         |                          |         | Joachim Gérard Stefan Olsson | 6 | 6         |           |           |           |           |  |
|  |         |                                 | 2       | Alfie Hewett Gordon Reid | 1       | 0                            |   |           |           |           |           |           |  |
|  | WC      | Frédéric Cattaneo Gaetan Menguy | 2       | Alfie Hewett Gordon Reid | 1       | 0                            | 2 | 0         |           |           |           |           |  |
|  | WC      | Frédéric Cattaneo Gaetan Menguy |         |                          |         |                              |   |           |           |           |           |           |  |
|  | 2       | Alfie Hewett Gordon Reid        | 6       | 6                        |         |                              |   |           |           |           |           |           |  |